# Élénie écaillée
Elaenia gigas
Espèce
Statut de conservation UICN

 LC  : Préoccupation mineure
L'Élénie écaillée (Elaenia gigas), aussi appelée Élaène écaillée, est une espèce de passereau de la famille des Tyrannidae.

## Distribution
Cet oiseau vit dans une zone allant du sud-est de la Colombie à l'est de l'Équateur, à l'est du Pérou et à l'ouest de la Bolivie,,.